# Phyllomedusa tomopterna
Phyllomedusa tomopterna är en groddjursart som först beskrevs av Cope 1868.  Phyllomedusa tomopterna ingår i släktet Phyllomedusa och familjen lövgrodor. IUCN kategoriserar arten globalt som livskraftig. Inga underarter finns listade i Catalogue of Life.